# Eupithecia chui
Eupitecia chui es una especie de polilla de la familia Geometridae. La especie fue descrita por primera vez por Hiroshi Inoue en 1970 con distribución en la República de China. El holotipo fue descrito en el Chiayi, en el sector Alishan, a 2200 metros (7217,8 pies) sobre el nivel del mar.